# Ostrowo (powiat koniński)
Ostrowo – wieś w Polsce położona w województwie wielkopolskim, w powiecie konińskim, w gminie Wierzbinek. Miejscowość jest siedzibą sołectwa Ostrowo.
Osadnictwo na obszarze współczesnej wsi istniało w okresie kultury pucharów lejkowatych.
W latach 1975–1998 miejscowość należała administracyjnie do województwa konińskiego. W roku 2011 liczyła 46 mieszkańców, w tym 21 kobiet i 25 mężczyzn.